# USS Borum (DE-790)
USS Borum (DE-790) là một tàu hộ tống khu trục lớp Buckley được Hải quân Hoa Kỳ chế tạo trong Chiến tranh Thế giới thứ hai. Tên nó được đặt theo Trung úy Hải quân John Randolph Borum (1907-1942), người đã thiệt mạng trong hoạt động hộ tống vận tải tại Đại Tây Dương vào ngày 20 tháng 1, 1943. Nó đã phục vụ cho đến khi chiến tranh kết thúc, xuất biên chế năm 1946 và bị tháo dỡ năm 1966. Borum được tặng thưởng một Ngôi sao Chiến trận do thành tích phục vụ trong Thế Chiến II.

## Thiết kế và chế tạo
Những chiếc thuộc lớp tàu hộ tống khu trục Buckley có chiều dài chung 306 ft (93 m), mạn tàu rộng 37 ft 1 in (11,30 m) và độ sâu mớn nước khi đầy tải là 11 ft 3 in (3,43 m). Chúng có trọng lượng choán nước tiêu chuẩn 1.400 tấn Anh (1.400 t); và lên đến 1.740 tấn Anh (1.770 t) khi đầy tải. Hệ thống động lực bao gồm hai turbine hơi nước General Electric công suất 13.500 mã lực (10.100 kW), dẫn động hai máy phát điện công suất 9.200 kilôwatt (12.300 hp) để vận hành hai trục chân vịt;  công suất 12.000 hp (8.900 kW) cho phép đạt được tốc độ tối đa 23 kn (26 mph; 43 km/h), và có dự trữ hành trình 6.000 nmi (6.900 mi; 11.000 km) khi di chuyển ở vận tốc đường trường 12 kn (14 mph; 22 km/h).
Vũ khí trang bị bao gồm ba pháo 3 in (76 mm)/50 cal trên tháp pháo nòng đơn có thể đối hạm hoặc phòng không, một khẩu đội 1,1 inch/75 caliber bốn nòng và tám pháo phòng không Oerlikon 20 mm. Vũ khí chống ngầm bao gồm một dàn súng cối chống tàu ngầm Hedgehog Mk. 10 (có 24 nòng và mang theo 144 quả đạn); hai đường ray Mk. 9 và tám máy phóng K3 Mk. 6 để thả mìn sâu. Khác biệt đáng kể so với lớp Evarts dẫn trước là chúng có thêm ba ống phóng ngư lôi Mark 15 21 inch (533 mm). Thủy thủ đoàn đầy đủ bao gồm 186 sĩ quan và thủy thủ.
Borum được đặt lườn tại xưởng tàu của hãng Consolidated Steel Corp., Ltd. tại Orange, Texas vào ngày 28 tháng 4, 1943. Nó được hạ thủy vào ngày 14 tháng 8, 1943; được đỡ đầu bởi bà W. H. Ferguson, và nhập biên chế vào ngày 30 tháng 11, 1943 dưới quyền chỉ huy của Hạm trưởng, Thiếu tá Hải quân James Kepler Davis.

## Lịch sử hoạt động
Borum trải qua toàn bộ quãng đời phục vụ trong Thế Chiến II cùng Hạm đội Đại Tây Dương. Sau khi hoàn tất việc chạy thử máy huấn luyện tại khu vực Bermuda và sửa chữa sau chạy thử máy, nó hoạt động hộ tống vận tải ven biển dọc theo vùng bờ Đông và vùng biển Caribe cho đến tháng 3, 1944, đồng thời phục vụ như tàu huấn luyện tại vịnh Chesapeake. Nó khởi hành từ New York vào ngày 8 tháng 3 để hướng sang vùng quần đảo Anh, hoạt động huấn luyện nhằm chuẩn bị cho cuộc Đổ bộ Normandy sắp diễn ra, đồng thời tham gia hộ tống các đoàn tàu vận tải đi lại giữa các cảng Anh. Từ ngày 6 đến ngày 22 tháng 6, nó hộ tống các đoàn tàu vận tải chuyển binh lính tăng viện và tiếp liệu từ Anh sang các bãi đổ bộ ở miền Bắc nước Pháp.
Trong gần một năm tiếp theo, Borum hỗ trợ cho việc phong tỏa quần đảo Channel và bảo vệ cho tàu bè đi đến các cảng Cherbourg và Le Havre của Pháp. Nó tham gia vào hoạt động chiếm đóng quần đảo Channel trong các ngày 11 và 12 tháng 5, 1945. Con tàu rời vùng biển châu Âu trong tháng 6, và sau khi hoạt động huấn luyện tại khu vực vịnh Chesapeake trong tháng 7, nó bắt đầu chuẩn bị để được điều động sang khu vực Mặt trận Thái Bình Dương, tham gia Hạm đội Thái Bình Dương như một tàu vận chuyển cao tốc lớp Charles Lawrence mang ký hiệu lườn APD-82.
Tuy nhiên, do Nhật Bản đã chấp nhận đầu hàng vào ngày 15 tháng 8 giúp kết thúc cuộc xung đột, kế hoạch thuyên chuyển bị hủy bỏ. Borum quay lại nhiệm vụ huấn luyện phối hợp cùng tàu ngầm tại Căn cứ Tàu ngầm Hải quân New London, Connecticut, rồi phục vụ canh phòng máy bay cho các tàu sân bay hộ tống Croatan (CVE-25) và Solomons (CVE-67). Đến tháng 1, 1946, con tàu gia nhập Đội hộ tống 4, nhưng nhanh chóng được chuẩn bị ngừng hoạt động tại Xưởng hải quân Charleston vào ngày 28 tháng 3. Nó đi đến Green Cove Springs, Florida vào ngày 29 tháng 4, và được cho xuất biên chế tại đây vào ngày 15 tháng 6, 1946.
Borum được cho rút tên khỏi danh sách Đăng bạ Hải quân vào ngày 1 tháng 8, 1965. Con tàu bị bán để tháo dỡ một năm sau đó.

## Phần thưởng
Borum được tặng thưởng một Ngôi sao Chiến trận do thành tích phục vụ trong Thế Chiến II.
|  | Bronze star |

| Huân chương Chiến dịch Hoa Kỳ | Huân chương Chiến dịch Châu Âu-Châu Phi-Trung Đông với 1 Ngôi sao Chiến trận | Huân chương Chiến thắng Thế Chiến II |